# Азделинский сельсовет
Азделинский сельсовет (бел. Аздзе́лінскі сельсавет) — административная единица на территории Гомельского района Гомельской области Беларуси. Административный центр — агрогородок Азделино.

## История
Азделинский сельский Совет рабочих, крестьянских и красноармейских депутатов с центром в д. Азделино был образован в 1919 году в составе Руденецкой волости Гомельского уезда.
Названия:
- с 1919 — Азделинский сельский Совет рабочих, крестьянских и красноармейских депутатов
- с 5.12.1936 — Азделинский сельский Совет депутатов трудящихся
- с 7.10.1977 — Азделинский сельский Совет народных депутатов
- с 15.3.1994 — Азделинский сельский Совет депутатов[2].

Административная подчинённость:
- с 1919 — в Руденецкой волости Гомельского уезда
- с 9.5.1923 — в Уваровичской волости Гомельского уезда
- с 8.12.1926 — в Уваровичском районе
- с 17.4.1962 — в Гомельском районе[2].

## Состав
Азделинский сельсовет включает 13 населённых пунктов:
- Азделино — агрогородок
- Афанасовка — посёлок
- Бук — посёлок
- Зелёный Гай — посёлок
- Зелёный Остров — посёлок
- Зелёный Сад — посёлок
- Манеев — посёлок
- Молодёжь — посёлок
- Петров — посёлок
- Приволье-1 — посёлок
- Приволье-2 — посёлок
- Роги — деревня
- Южная — деревня

Упразднённые населённые пункты:
- Кураченков — посёлок